# Unió Navarresa
Unió Navarresa va ser un partit polític de Navarra d'ideologia dretana. Va ser fundat en 1933 per Rafael Aizpún Santafé. Va significar la recuperació política de la dreta a la Ribera Navarra que estava dominada pels republicans d'esquerra i socialistes.
En 1936 es va integrar en la Confederació Espanyola de Dretes Autònomes (CEDA), que alhora estaven integrades a Navarra en el Bloc de Dretes, que va tenir èxit a Navarra però, en canvi, a Espanya va suposar la seva derrota, per la victòria del Front Popular. Posteriorment, iniciada la Guerra Civil Espanyola i la derrota del sistema democràtic amb la desaparició dels partits polítics i implantació d'una dictadura Franquista el partit va desaparèixer.